# Корнелия Сулла
Корне́лия Су́лла (лат. Cornelia Sullas; умерла после 51 года до н. э.) — римская матрона, старшая дочь Луция Корнелия Суллы.

## Биография
Корнелия родилась от первого брака своего отца с Элией или Илией. В 90 году до н. э. Сулла выдал её за Квинта Помпея Руфа, который спустя два года погиб в уличных боях в Риме. У Корнелии осталось двое детей — сын Квинт Помпей и дочь Помпея Сулла, ставшая позже второй женой Гая Юлия Цезаря.
Когда Сулла захватил власть в республике (82 год до н. э.), его дочь, по-видимому, воспользовалась этим, чтобы скупать за бесценок имущество проскрибированных. Во всяком случае, она купила виллу под Мизеном, которую позже с большой выгодой для себе перепродала Луцию Лицинию Лукуллу. В 51 году Корнелия Сулла судилась с сыном из-за собственности, которую отказывалась ему передать, и проиграла процесс. После 51 года она не упоминается в источниках.